# Felix Görner
Felix Görner (geboren am 27. August 1966) ist ein deutscher Fernsehmoderator und Sportkommentator.

## Leben und Karriere
Görner wurde am 27. August 1966 geboren und wuchs in Wuppertal auf. Er studierte Sportwissenschaft mit dem Schwerpunkt Sportpublizistik an der Universität zu Köln und erhielt danach die Bezeichnung Diplom-Sportlehrer. 1995 promovierte er mit seiner Dissertationsschrift Vom Aussenseiter zum Aufsteiger, die sich wissenschaftlich mit dem Beruf des Sportjournalisten befasst. Zwischen 1990 und 1991 absolvierte er ein journalistisches Volontariat beim Remscheider General-Anzeiger, der täglich erschien. Zwischen 1992 und 1995 arbeitete er als Reporter und Moderator bei Radio Wuppertal und als Sportredakteur bei VOX und im RTL Nachtjournal. Seit 1995 ist Görner festangestellt bei RTL und arbeitet dort als leitender Reporter und Kommentator für den Bereich Fußball, Formel 1, Boxen und Rallye-Weltmeisterschaft. Er ist zudem Nationalmannschafts-Reporter bei Fußball-Länderspielen.
Seit 1996 ist er außerdem Lehrbeauftragter an der Deutschen Sporthochschule Köln für den Fachbereich Fernsehen, Coach für Fernsehseminare und Rhetorik und an der RTL-Journalistenschule tätig. Dazu coacht er Führungskräfte für die Bereiche Präsentation, Auftritt, Öffentlichkeitsarbeit.